# Bahia (1909)
Bahia – brazylijski krążownik pancernopokładowy z okresu obu wojen światowych, zbudowany w Wielkiej Brytanii, główny okręt składającego się z dwóch jednostek typu Bahia. Służył w Marynarce Brazylii od 1910 roku. Zatonął na skutek przypadkowego wybuchu 4 lipca 1945 roku.
Wyporność normalna okrętu wynosiła około 3100 ton. Był uzbrojony w dziesięć pojedynczych dział kalibru 120 mm i lżejszą artylerię oraz wyrzutnie torpedowe. Napędzały go turbiny parowe, pozwalające na osiąganie prędkości 27–28 węzłów. 

## Projekt i budowa

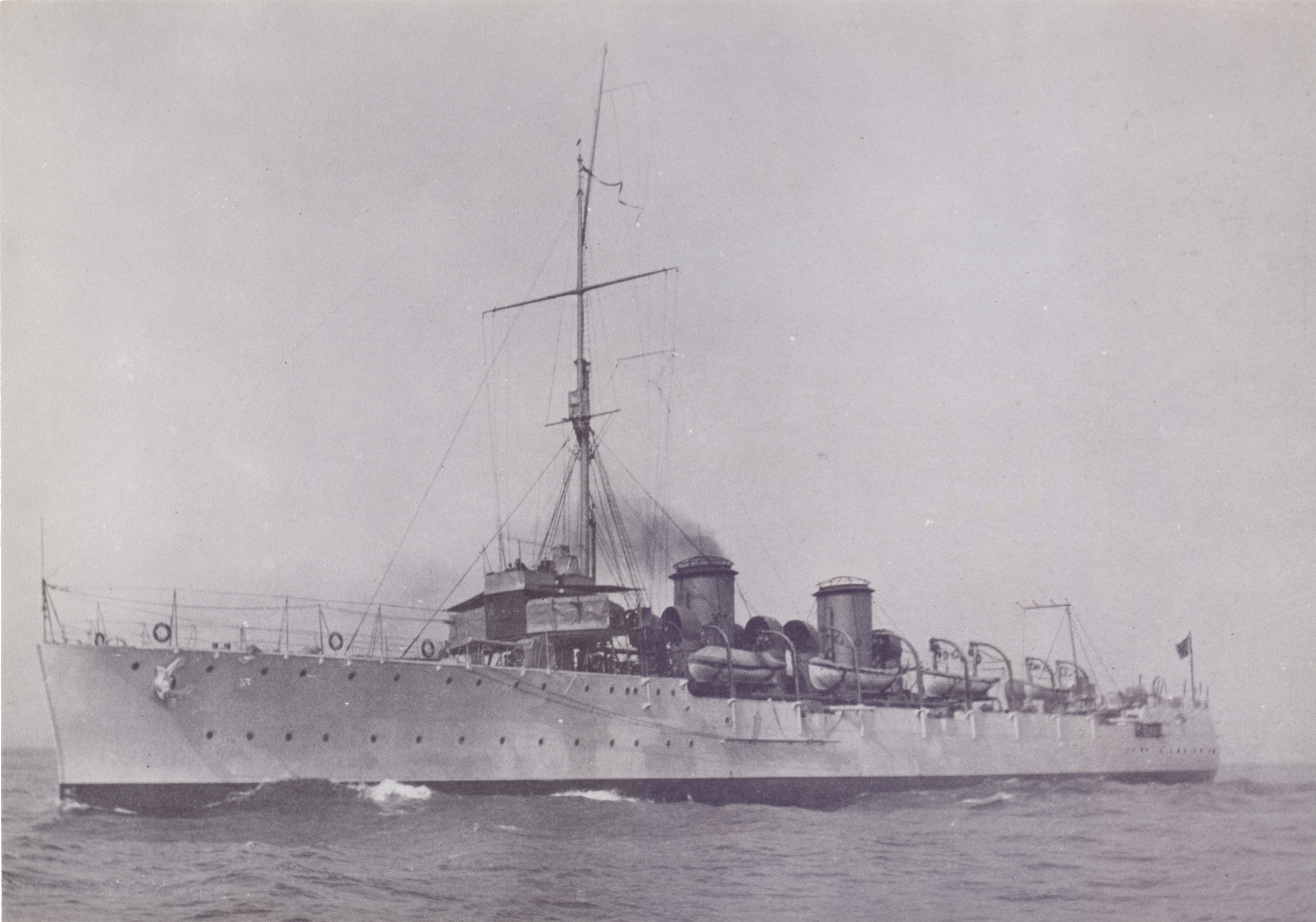
Początkowy wygląd okrętu do 1925 roku

Dwa szybkie krążowniki typu Bahia, nazwanego tak od pierwszego okrętu, zostały zamówione przez Brazylię w ramach programu rozbudowy floty z 1904 roku w maju 1907 roku w znanej brytyjskiej stoczni Armstrong w Elswick (dzielnicy Newcastle upon Tyne). Projekt był wzorowany na brytyjskich niewielkich krążownikach zwiadowczych tego okresu. Zastosowano w nich najnowsze rozwiązania techniczne, jak napęd turbinami parowymi, pozwalający na rozwijanie wysokiej prędkości. W efekcie, w chwili wejścia do służby okręty te były najszybszymi krążownikami na świecie.
Stępkę pod budowę pierwszego okrętu położono 19 sierpnia 1907 roku, a wodowano go 20 stycznia 1909 roku. Okręt wszedł do służby 2 marca 1910 roku. Otrzymał nazwę od brazylijskiego stanu Bahia. Cena  wynosiła 328 500 funtów szterlingów.
Początkowo oba okręty były dwukominowe, lecz w latach 1925–26 przeszły modernizację w Rio de Janeiro z pomocą brytyjskiej stoczni Thornycroft, podczas które wymieniono całkowicie siłownię z kotłów opalanych węglem na opalane paliwem płynnym, co pociągnęło też zmianę sylwetki na trzykominową. W tym czasie powiększono też nadbudówkę dziobową.

## Opis

### Skrócony opis ogólny
Wyporność normalna okrętów typu Bahia była początkowo określona na 3100 ts (ton angielskich). W 1939 roku wyporność standardowa wynosiła 2885 ton, a pełna 3150 ton. Długość całkowita wynosiła 122,37 m. Szerokość wynosiła 11,88 m. Zanurzenie średnie wynosiło 4,4 m; w publikacjach podawane są także wartości zanurzenia 4,15 m i 4,75 m.
Załoga liczyła 320–357 osób.

### Uzbrojenie
Uzbrojenie główne stanowiło 10 pojedynczych szybkostrzelnych dział kalibru 120 mm Armstronga o długości lufy L/50 (50 kalibrów). Rozmieszczone były symetrycznie po obu burtach, w tym dwa obok siebie na pokładzie dziobowym i rufowym oraz po trzy na każdej z burt na pokładzie górnym na śródokręciu. Strzelały one pociskami o masie 20,43 kg.
Uzbrojenie uzupełniało początkowo sześć armat kalibru 47 mm (według różnych publikacji, Hotchkiss lub Vickers). Po modernizacji w latach 1925-26 zdjęto dwie z nich, natomiast dodano cztery armaty przeciwlotnicze kalibru 76 mm L/40. Podczas II wojny światowej część lżejszych dział zdjęto i dodano 6–8 pojedynczych działek automatycznych 20 mm Oerlikon.
Okręty były ponadto uzbrojone w dwie pojedyncze obrotowe wyrzutnie torpedowe kalibru 450 mm umieszczone na pokładzie na śródokręciu na każdej z burt. Po modernizacji w latach 1925-26 zastąpiono je przez cztery wyrzutnie kalibru 533 mm w dwóch podwójnych aparatach. Podczas II wojny światowej okręty otrzymały na rufie dwa miotacze bomb głębinowych dla bomb o masie 120 kg.

### Opancerzenie
Zasadniczym elementem był wewnętrzny pokład pancerny o grubości jedynie 19 mm w płaskiej części. Grubszy pancerz do 31 mm lub według innych publikacji 51 mm był w niektórych miejscach na bocznych skosach, głównie w rejonie maszynowni. Ponadto wieża dowodzenia miała pancerz 76 mm.

### Napęd
Okręty napędzały turbiny parowe, poruszające trzy śruby. Początkowo miały one trzy zespoły turbin systemu Parsonsa (publikacje różnią się w kwestii, czy z przekładniami), przy czym niektóre źródła wskazują pięć turbin, z dwoma dodatkowymi turbinami prędkości ekonomicznej na zewnętrznych wałach. Parę dostarczało 10 kotłów typu Yarrow opalanych węglem. Projektowa moc siłowni wynosiła 18 000 shp, a prędkość maksymalna 26,5 węzła. Na próbach w lekkim stanie „Bahia” rozwinęła 27,02 węzła przy mocy 20 010 hp. Normalny zapas węgla wynosił 150 ton, a maksymalny 650 ton. Zasięg przy prędkości 10 węzłów wynosił 3500 mil morskich, a przy 23,5 w – 1400 Mm.
W latach 1925–26 w obu okrętach wymieniono siłownię na trzy zespoły turbin Brown-Curtiss z przekładniami i sześć kotłów Thornycroft opalanych paliwem płynnym. Moc siłowni (projektowa) wzrosła do 22 000 hp, a „Bahai” na próbach rozwinęła prędkość maksymalną 28,6 węzła. Zasięg wzrósł do 6600 Mm przy prędkości 10 w lub 2400 Mm przy 24 w.

## Służba

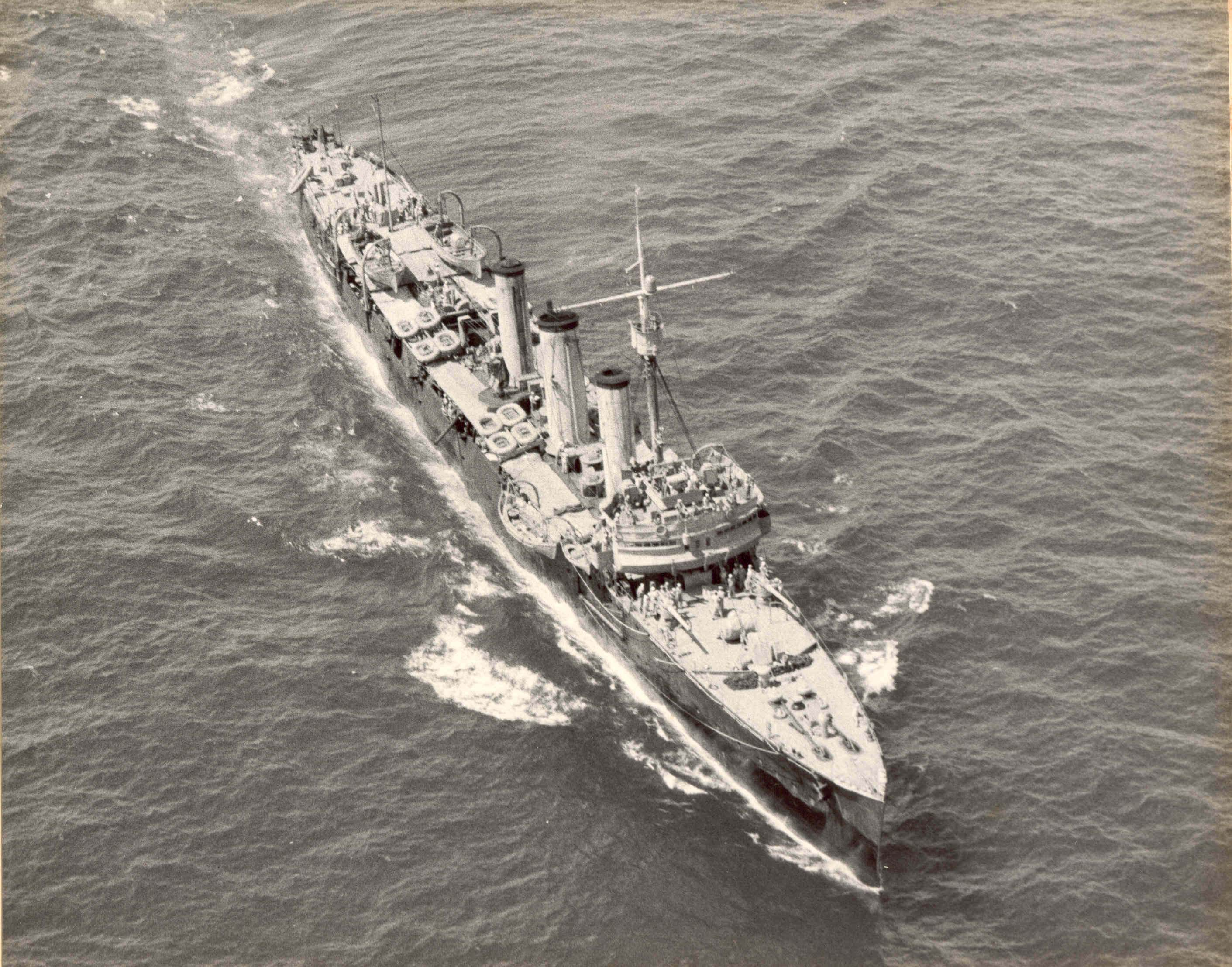
„Bahia” w okresie II wojny światowej

„Bahia” weszła do służby w Marynarce Brazylii 2 marca 1910 roku. Po przystąpieniu Brazylii do I wojny światowej w październiku 1917 roku po stronie ententy oba krążowniki tego typu patrolowały na południowym Atlantyku i działały w ramach eskadry okrętów brazylijskich przez około trzy miesiące u wybrzeży północno-zachodniej Afryki. W listopadzie 1918 roku „Bahia” działała na Morzu Śródziemnym.
Na przełomie 1925/26 roku okręt został zmodernizowany w stoczni Companhia Nacional de Navegacao Costeira w Rio de Janeiro. Wymiana siłowni na opalaną paliwem płynnym zamiast węglem spowodowała wzrost prędkości i zasięgu, a przy tym sylwetka zmieniła się z dwukominowej na trzykominową.
22 sierpnia 1942 roku Brazylia dołączyła do II wojny światowej po stronie aliantów. Krążowniki brazylijskie ponownie były używane do patrolowania na południowym Atlantyku, w tym poszukiwania niemieckich statków, oraz do eskorty konwojów.  Okręty poddano w tym czasie modernizacji uzbrojenia i wyposażenia, między innymi otrzymały amerykańskie radary i stacje hydrolokacyjne. Zmodyfikowano też uzbrojenie przez dodanie działek automatycznych 20 mm Oerlikon oraz miotaczy bomb głębinowych. Latem 1944 roku oba krążowniki eskortowały konwoje Brazylijskiego Korpusu Ekspedycyjnego do Europy. „Bahia” brała udział w eskorcie 64 konwojów i 11 innych operacjach podczas wojny.
Od końca 1944 roku okręty służyły między innymi do zabezpieczania na Atlantyku amerykańskiej transatlantyckiej komunikacji lotniczej. Już po zakończeniu wojny w Europie, 4 lipca 1945 roku „Bahia” zatonęła na środkowym Atlantyku na skutek eksplozji bomb głębinowych na rufie po przypadkowym trafieniu z własnego działka 20 mm podczas strzelania ćwiczebnego. Zginęło 340 członków załogi, uratowano tylko 36 (według innych źródeł, zginęło 294 członków załogi. Początkowo przyczyna wybuchu nie była ustalona i powielano informację o storpedowaniu przez nieznany okręt podwodny. Była to największa strata brazylijskiej marynarki podczas wojny. 